# Evolvulus

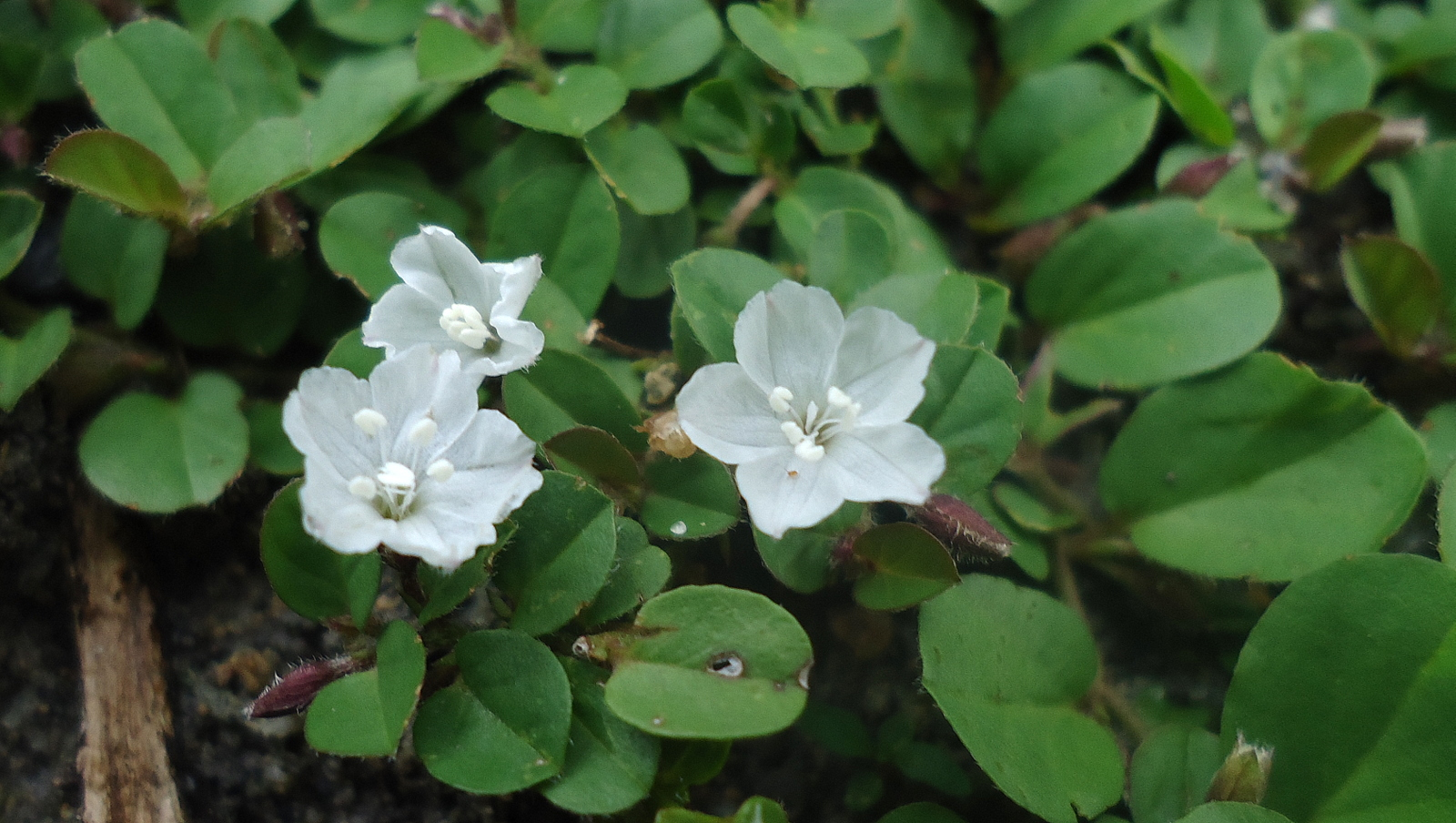
Evolvulus nummularius

Evolvulus – rodzaj roślin z rodziny powojowatych (Convolvulaceae). Obejmuje 106 gatunków. Wszystkie występują na obu kontynentach amerykańskich na obszarze od południowej Argentyny po północną część Stanów Zjednoczonych. Dwa gatunki (Evolvulus alsinoides i E. nummularius) rozprzestrzenione są także na innych kontynentach w strefie tropikalnej i subtropikalnej – rosną w Afryce (z wyjątkiem północnej jej części), w południowej Azji, w Australii i zachodniej Oceanii, przy czym ich zasięg uznawany bywa za naturalny lub uznawane są za gatunki obce poza kontynentami amerykańskimi.
Rośliny z tego rodzaju uprawiane bywają jako ozdobne i wykorzystywane są jako lecznicze. Evolvulus alsinoides bywa chwastem w uprawach.
Nazwa naukowa utworzona została z łacińskiego słowa evolvo oznaczającego „nie wijący się” jako przeciwieństwo i nawiązanie do wijących się łodyg i nazwy powoju Convolvulus. W XIX wieku dla rodzaju tego proponowano polskie nazwy „przewój” i „niedowój”.

## Morfologia

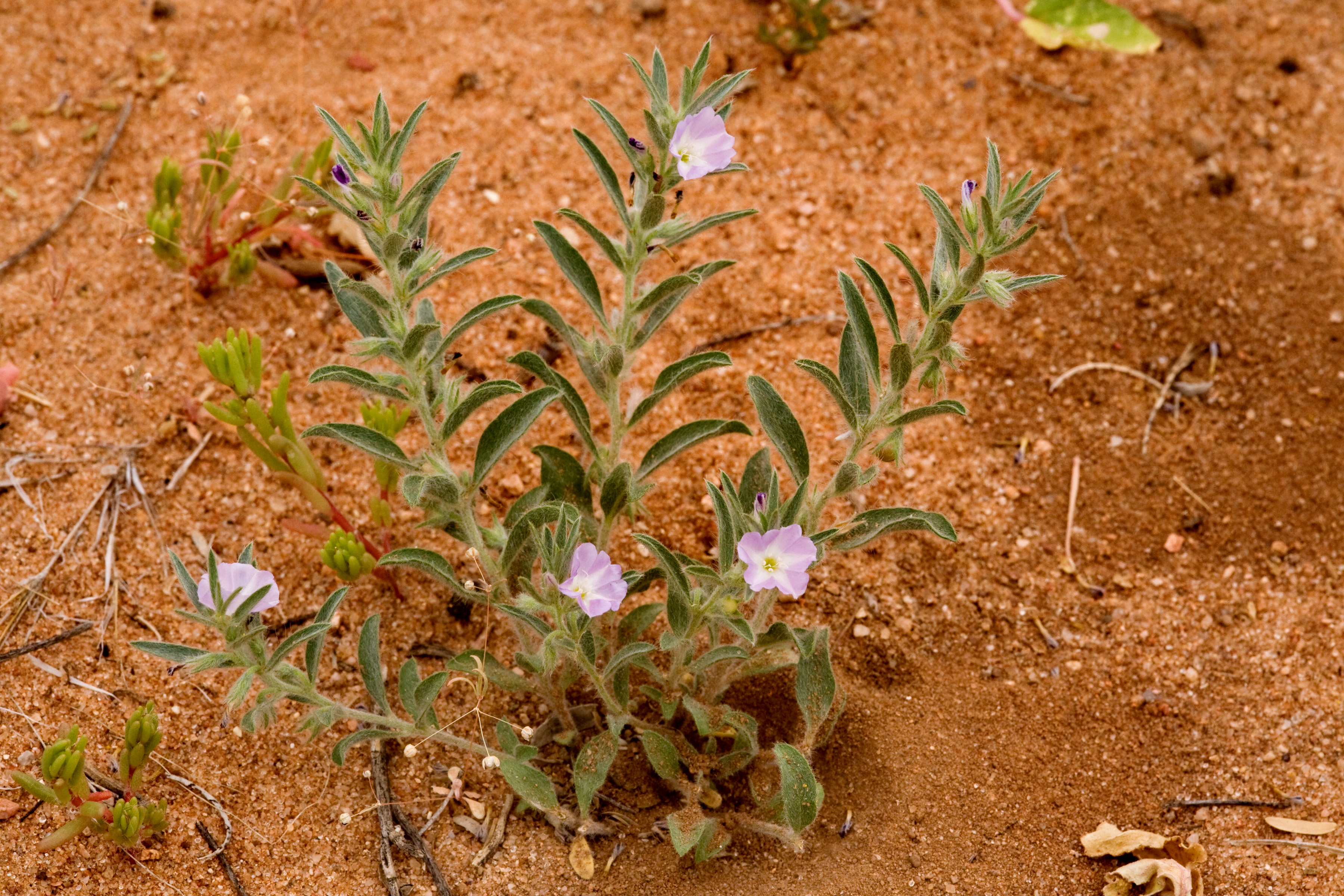
Evolvulus nuttallianus

PokrójRośliny zielne (jednoroczne i byliny) oraz półkrzewy o pędach nie wijących się, płożących, podnoszących się lub wzniesionych, nagich lub owłosionych.
LiścieSiedzące lub krótkoogonkowe, o blaszce okrągłej, jajowatej, eliptycznej do równowąskiej osiągającej od 2 do 35 mm długości, całobrzegiej, nagiej lub owłosionej.
KwiatyWyrastają z kątów liści pojedynczo lub po kilka w wierzchotkach. Działki kielicha równowąskie do jajowatych o długości od 2 do 6 mm. Korona dzwonkowata, lejkowata lub płasko rozpostarta o średnicy od 3 do nieco ponad 20 mm, wzdłuż brzegu zaokrąglona lub 5-kanciasta, zwykle niebieska, lawendowa, purpurowa lub biała, rzadko fioletowa. Pręciki są schowane w rurce korony lub wystają z niej. Dysk miodnikowy ma formę miseczki lub go brak. Zalążnia jest naga lub szczeciniasto owłosiona, dwukomorowa z dwoma zalążkami w każdej z komór. Szyjki słupka są dwie, nitkowato cienkie, czasem zrośnięte u nasady, każda dwudzielna na szczycie i zakończona nitkowatym lub maczugowatym znamieniem.
OwoceKulistawe lub jajowate torebki otwierające się czterema klapami lub pękające dookoła. Zawierają od jednego do czterech nasion, o łupinie gładkiej lub brodawkowatej.

## Systematyka
Pozycja systematyczna

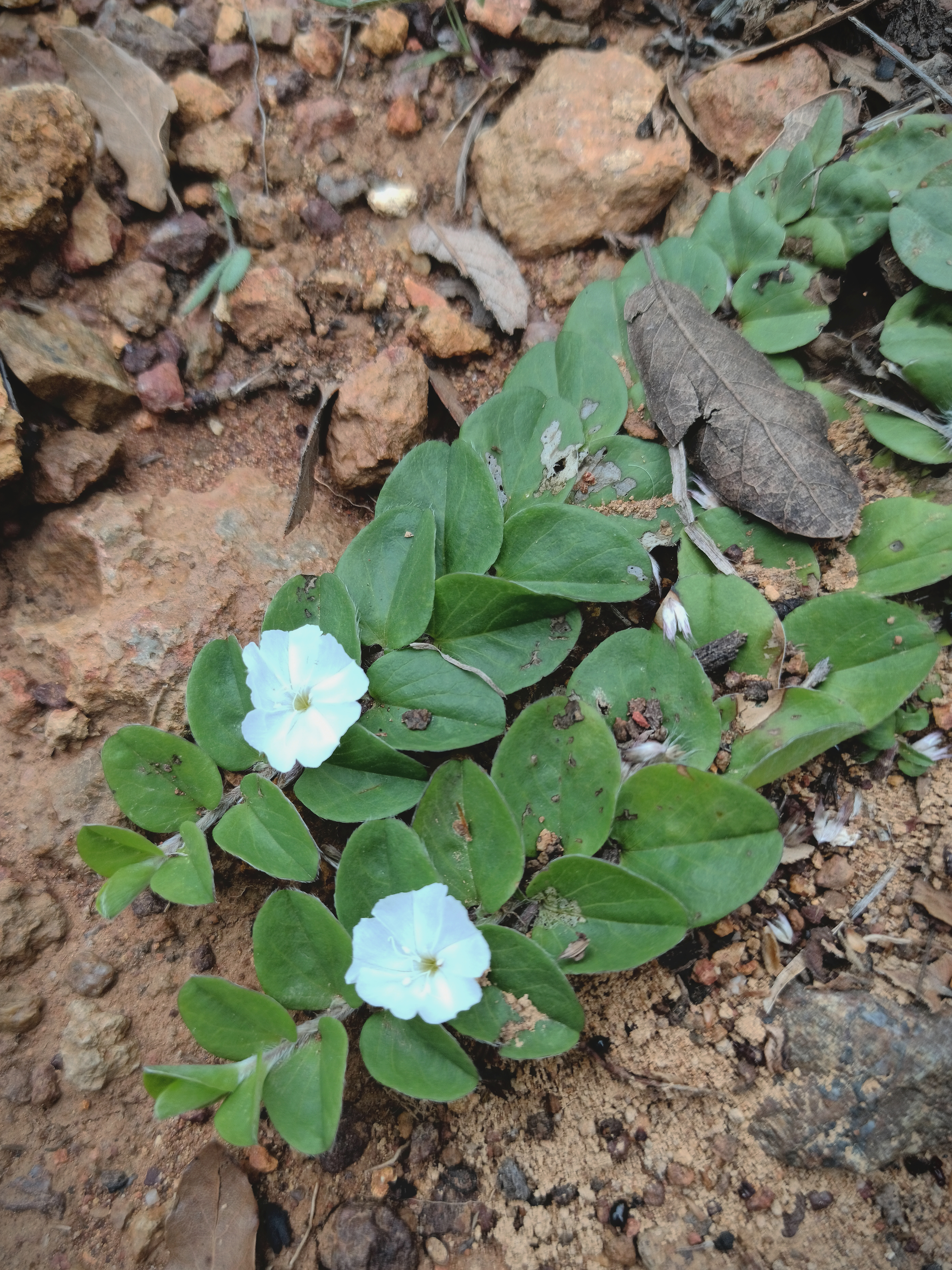
Evolvulus prostratus

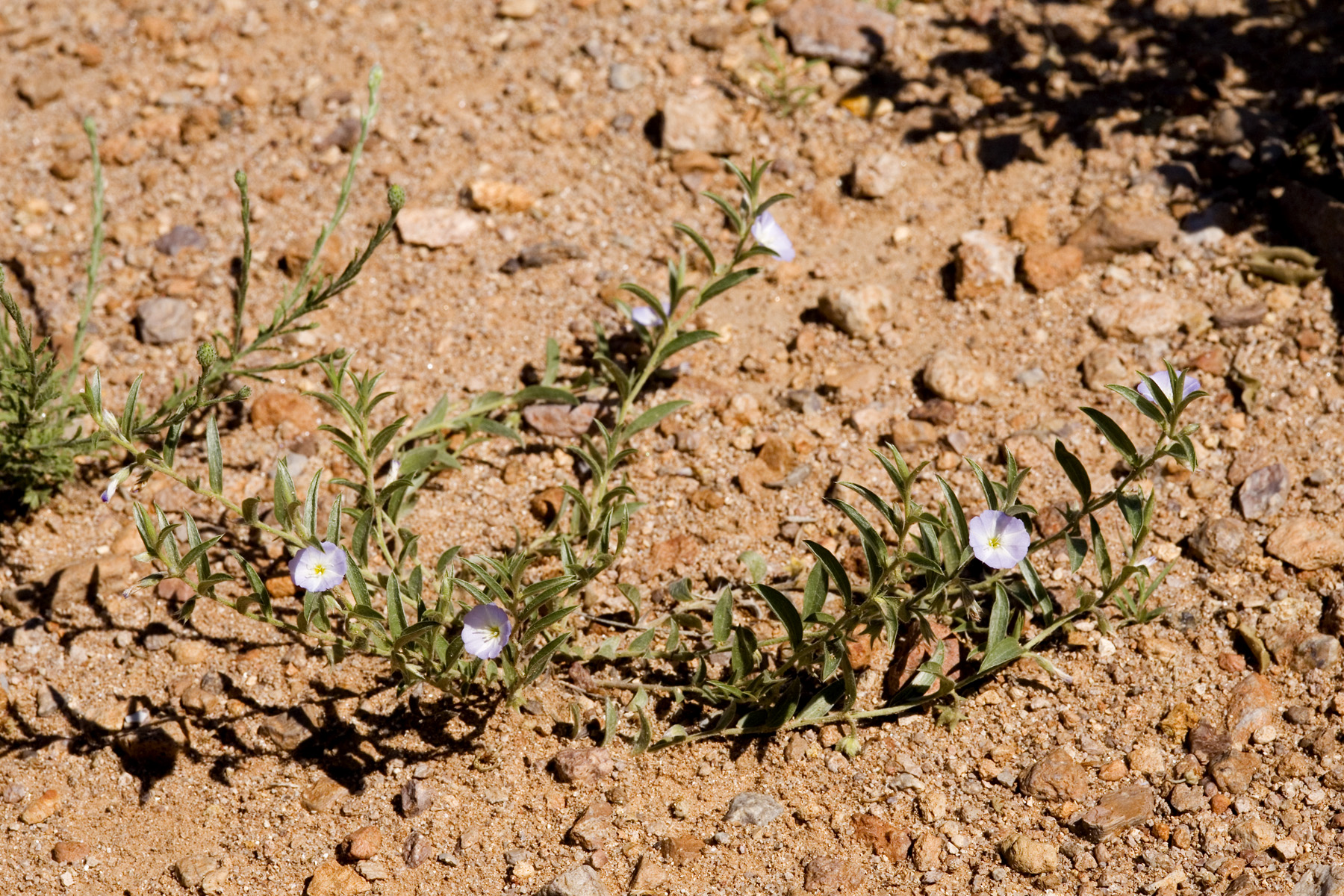
Evolvulus sericeus

Rodzaj z plemienia Cresseae z podrodziny Convolvuloideae w obrębie rodziny powojowatych (Convolvulaceae).
Wykaz gatunków
- Evolvulus alopecuroides Mart.
- Evolvulus alsinoides (L.) L.
- Evolvulus altissimus C.V.da Silva & Sim.-Bianch.
- Evolvulus anagalloides Meisn.
- Evolvulus arbuscula Poir.
- Evolvulus arenarius R.T.Harms
- Evolvulus arenicola J.R.Johnst.
- Evolvulus argyreus Choisy
- Evolvulus arizonicus A.Gray
- Evolvulus aureus D.Santos & Buril
- Evolvulus aurigenius Mart.
- Evolvulus barbatus Meisn.
- Evolvulus bogotensis Ooststr.
- Evolvulus boliviensis Ooststr.
- Evolvulus bracei House
- Evolvulus brevifolius (Meisn.) Ooststr.
- Evolvulus cardiophyllus Schltdl.
- Evolvulus chamaepitys Mart.
- Evolvulus chapadensis Glaz. ex Ooststr.
- Evolvulus choapanus A.McDonald
- Evolvulus chrysotrichos Meisn.
- Evolvulus comosus Ooststr.
- Evolvulus convolvuloides (Willd. ex Schult.) Stearn
- Evolvulus cordatus Moric.
- Evolvulus corumbaensis Hoehne
- Evolvulus cressoides Mart.
- Evolvulus daphnoides Moric.
- Evolvulus delicatus C.V.da Silva & Sim.-Bianch.
- Evolvulus diosmoides Mart.
- Evolvulus elaeagnifolius Dammer
- Evolvulus elegans Moric.
- Evolvulus ericifolius Mart. ex Schrank
- Evolvulus fieldii Ooststr.
- Evolvulus filipes Mart.
- Evolvulus flavus A.N.T.Bandeira, Buril & J.I.M.Melo
- Evolvulus flexuosus Helwig
- Evolvulus frankenioides Moric.
- Evolvulus fuscus Meisn.
- Evolvulus genistoides Ooststr.
- Evolvulus glaziovii Dammer
- Evolvulus glomeratus Nees & Mart.
- Evolvulus gnaphalioides Moric.
- Evolvulus goyazensis Dammer
- Evolvulus grisebachii Peter
- Evolvulus gypsophiloides Moric.
- Evolvulus hallieri Ooststr.
- Evolvulus harleyi C.V.da Silva & Sim.-Bianch.
- Evolvulus hasslerianus Chodat
- Evolvulus helianthemifolius (Poir.) Lourteig
- Evolvulus helianthemoides Meisn.
- Evolvulus helichrysoides Moric.
- Evolvulus herrerae Ooststr.
- Evolvulus hypocrateriflorus Dammer
- Evolvulus incanus Pers.
- Evolvulus jacobinus Moric.
- Evolvulus kramerioides Mart.
- Evolvulus lagopodioides Meisn.
- Evolvulus lagopus Mart.
- Evolvulus lanatus Helwig
- Evolvulus latifolius Ker Gawl.
- Evolvulus linarioides Meisn.
- Evolvulus linoides Moric.
- Evolvulus lithospermoides Mart.
- Evolvulus longipedicellatus D.Santos & Buril
- Evolvulus luetzelburgii Helwig
- Evolvulus macroblepharis Mart.
- Evolvulus magnus Helwig
- Evolvulus maximiliani Mart. ex Choisy
- Evolvulus minimus Ooststr.
- Evolvulus niveus Mart.
- Evolvulus nummularius (L.) L.
- Evolvulus nuttallianus Schult.
- Evolvulus ovatus Fernald
- Evolvulus paniculatus (Humb. & Bonpl.) Spreng.
- Evolvulus passerinoides Meisn.
- Evolvulus peruvianus Helwig
- Evolvulus phyllanthoides Moric.
- Evolvulus piurensis Ooststr.
- Evolvulus pohlii Meisn.
- Evolvulus prostratus B.L.Rob.
- Evolvulus pterocaulon Moric.
- Evolvulus pterygophyllus Mart.
- Evolvulus purpusii Ooststr.
- Evolvulus pusillus Choisy
- Evolvulus rariflorus (Meisn.) Ooststr.
- Evolvulus riedelii Meisn.
- Evolvulus rotundifolius (S.Watson) Hallier f.
- Evolvulus rufus A.St.-Hil.
- Evolvulus saxatilis D.Santos & Buril
- Evolvulus saxifragus Mart.
- Evolvulus scoparioides Mart.
- Evolvulus sericeus Sw.
- Evolvulus serpylloides Meisn.
- Evolvulus siliceus Britton & P.Wilson
- Evolvulus simplex Andersson
- Evolvulus speciosus Moric.
- Evolvulus squamosus Britton
- Evolvulus stellariifolius Ooststr.
- Evolvulus tenuis Mart. ex Choisy
- Evolvulus thymiflorus Choisy
- Evolvulus tomentosus (Meisn.) Ooststr.
- Evolvulus veadeirensis D.Santos & C.Amorim
- Evolvulus villosissimus Ooststr.
- Evolvulus villosus Ruiz & Pav.
- Evolvulus vimineus Ooststr.
- Evolvulus weberbaueri Helwig